# Alice Amsden
Alice Hoffenberg Amsden (Nova York, 27 de junho de 1943 - Cambridge, 14 de março de 2012) foi uma economista e professora estadunidense, especialista em economia política e desenvolvimento econômico dirigido pelo Estado. Durante as últimas duas décadas de sua carreira, ocupou a cátedra Barton L. Weller de Economia Política no Instituto de Tecnologia de Massachusetts (MIT).
Amsden é conhecida por seu trabalho sobre o Estado Desenvolvimentista e argumenta que a industrialização dirigida pelo Estado era uma alternativa viável à industrialização orientada pelo mercado da América do Norte e da Europa. Sua pesquisa centrou-se na modernização das economias de industrialização tardia, em particular os Tigres asiáticos. Amsden descobriu que seu crescimento foi obtido por meio da intervenção do governo que estabeleceu políticas de controle de preços e substituição de importações, promoveu a aprendizagem organizacional e dispôs um Sistema de Freios e Contrapesos entre os estados e as empresas privadas. Seu trabalho é visto como uma refutação do Consenso de Washington e as teorias econômicas neoclássicas que procuravam restringir a intervenção estatal no processo de desenvolvimento.

## Biografia
Nascida no Brooklyn, em Nova York, Amsden obteve o título de licenciatura na Universidade Cornell e o título de doutorado na London School of Economics. Amsden começou sua carreira como economista na Organização para a Cooperação e o Desenvolvimento Econômico (OCDE) e lecionou na Universidade da Califórnia em Los Angeles, na Barnard College da Universidade de Columbia, na Harvard Business School e na The New School, antes de ser nomeada como professora do Instituto de Tecnologia de Massachusetts (MIT) em 1994. Permaneceu no Departamento de Estudos e Planejamento Urbano do MIT até seu falecimento em 2012.
Além de ensinar e escrever, foi consultora do Banco Mundial, da OCDE e de várias outras organizações dentro das Nações Unidas. Em 2002, recebeu o Prêmio Leontief e foi nomeada uma das 50 visionárias mais importantes pela Scientific American por sua premissa de que as políticas econômicas padronizadas não são adequadas para países pobres que procuram se industrializar. Em 2009, foi nomeada pelo secretário geral das Nações Unidas para um posto de 3 anos no Comitê de Políticas de Desenvolvimento, órgão do Conselho Económico e Social das Nações Unidas. O comitê de 24 membros contribui e assessora de forma independente o conselho sobre questões emergentes de desenvolvimento intersetorial e sobre cooperação internacional para o desenvolvimento.
Amsden escreveu vários livros sobre a industrialização de países em desenvolvimento. Seu trabalho enfatizou a importância do estado como facilitador e guia do desenvolvimento econômico. Também enxergou o conhecimento como um determinante crucial do crescimento econômico. Seus livros incluem Ásia's Next Giant: South Korea and Bate Industrialization e A ascensão do "resto". No primeiro, concentrou-se no desenvolvimento de Coreia do Sul e no segundo comparou as experiências de vários países em desenvolvimento, principalmente países da Ásia Oriental e da América Latina.
Amsden faleceu em 2012 de forma repentina em sua casa, em Cambridge, Massachusetts, aos 68 anos.

## Livros
Além de numerosos artigos em revistas, Amsden publicou:
- The Role of Elites in Economic Development, Oxford University Press, 2012, (com Alisa Dei Caprio e James A. Robinson). ISBN 9780198716433.
- Escape from Empire, MIT Press, 2007. ISBN 9780262513159.
- Beyond Late Development: Taiwan's Upgrading Policies, MIT Press, 2003, (com Wan Wen Chu). ISBN 9780262011983.
- The Rise of "The Rest": Challenges to the West From Bate-Industrializing Economies, Oxford University Press, 2001. ISBN 0-19-513969-0.
- The Market Meets Its Match: Restructuring the Economies of Eastern Europe, Harvard University Press, 1994 (com Jacek Kochanowicz e Lance Taylor). ISBN 9780674549845 .
- Asia's Next Giant: South Korea and Late Industrialization, Oxford University Press, 1989. Premiado como Best Book in Political Economy pela American Political Science Association em 1992.[7] ISBN 9780195076035 .